# 南貝里克 (缅因州)
南貝里克（英語：South Berwick）是一個位於美國緬因州約克縣的鎮。

## 人口
根據2020年美國人口普查的數據，南貝里克的面積為84.54平方千米，當中陸地面積為83.22平方千米，而水域面積為1.32平方千米。當地共有人口7467人，而人口密度為每平方千米88人。